# Koichiro Morita
Koichiro Morita (født 28. oktober 1984) er en japansk tidligere professionel fodboldspiller.
Han har spillet for flere forskellige klubber i sin karriere, herunder Kamatamare Sanuki.